# Pythagoraea categorica
Pythagoraea categorica is een vlinder uit de familie van de grasmotten (Crambidae). De wetenschappelijke naam van de soort is voor het eerst gepubliceerd in 1929 door Edward Meyrick.
De soort komt voor op de Genootschapseilanden.